# براندون آدامز
براندون آدامز (بالإنجليزية: Brandon Adams)‏ (12 ديسمبر 1978، نيو أورلينز في الولايات المتحدة)؛ روائي أمريكي.